# En quête de solutions
En quête de solutions est une émission de télévision française diffusée sur D8 du 31 octobre 2012 au 5 juillet 2013 et présentée par Guy Lagache.

## Diffusion
Durant la saison 2012-2013, l'émission est programmée en première partie de soirée, un mercredi sur deux, en alternance avec En quête d'actualité.
Elle deviendra par la suite mensuelle à partir de mars 2013.
L'émission n'est pas reconduite à la rentrée 2013 contrairement à En quête d'actualité.

## Concept
Le magazine est constitué de plusieurs reportages portant sur une même thématique touchant au quotidien des français. L'émission tente "d'apporter des réponses concrètes aux difficultés quotidiennes que rencontrent la plupart des Français".

## Liste des émissions
| N° | Titre émission                                                                          | Date                      | Horaire       | Audience  | Part de marché |
| -- | --------------------------------------------------------------------------------------- | ------------------------- | ------------- | --------- | -------------- |
| 1  | Améliorer son quotidien, arrondir ses fins de mois : la révolution du système D         | mercredi 31 octobre 2012  | 20h50 - 22h30 | 577 000   | 2,3 %          |
| 2  | Immobilier, logements trop chers : comment faire baisser les prix ?                     | mercredi 14 novembre 2012 | 20h50 - 22h30 | 467 000   | 1,9 %          |
| 3  | Essence, chauffage trop chers : comment réduire ma facture ?                            | mercredi 28 novembre 2012 | 20h50 - 22h30 | 653 000   | 2,3 %          |
| 4  | Tchao la crise et la morosité ! Ils partent réussir au soleil                           | mercredi 12 décembre 2012 | 20h50 - 22h30 | 677 000   | 2,9 %          |
| 5  | Violence, insécurité : la police peut-elle encore nous protéger?                        | mercredi 23 janvier 2013  | 20h50 - 22h55 | 474 000   | 1,9 %          |
| 6  | Embauches, CDI, bons plans : révélations sur la France qui recrute                      | mercredi 6 février 2013   | 20h50 - 22h40 | 620 000   | 2,5 %          |
| 7  | Manger sain et pas cher : comment ils révolutionnent nos assiettes !                    | mercredi 20 février 2013  | 20h50 - 22h50 | 952 000   | 4 %            |
| 8  | Bricolage, déco, cuisine : j'équipe ma maison à petits prix                             | mercredi 20 mars 2013     | 20h50 - 22h40 | 677 000   | 2,9 %          |
| 9  | Combattre le stress et le burn-out, retrouver la forme : vraies promesses et charlatans | mercredi 17 avril 2013    | 20h50 - 22h40 | 504 000   | 2,1 %          |
| 10 | Maxi promos et bonnes affaires : les nouvelles filières pour la vie moins chère !       | mercredi 22 mai 2013      | 20h50 - 22h45 | 1 303 000 | 5,3 %          |
| 11 | Soleil, fun et big business : ils misent tout sur l'été                                 | vendredi 5 juillet 2013   | 20h50 - 23h00 | 744 000   | 3,9 %          |